# Seznam iraških nogometašev
Seznam iraških nogometašev.

## A
- Ammo Baba

## F
- Faisal Faisal

## H
- Falah Hassan

## R
- Ahmed Radhi
- Emad Mohammed